# Michael Whitaker
Pour les articles homonymes, voir Whitaker.

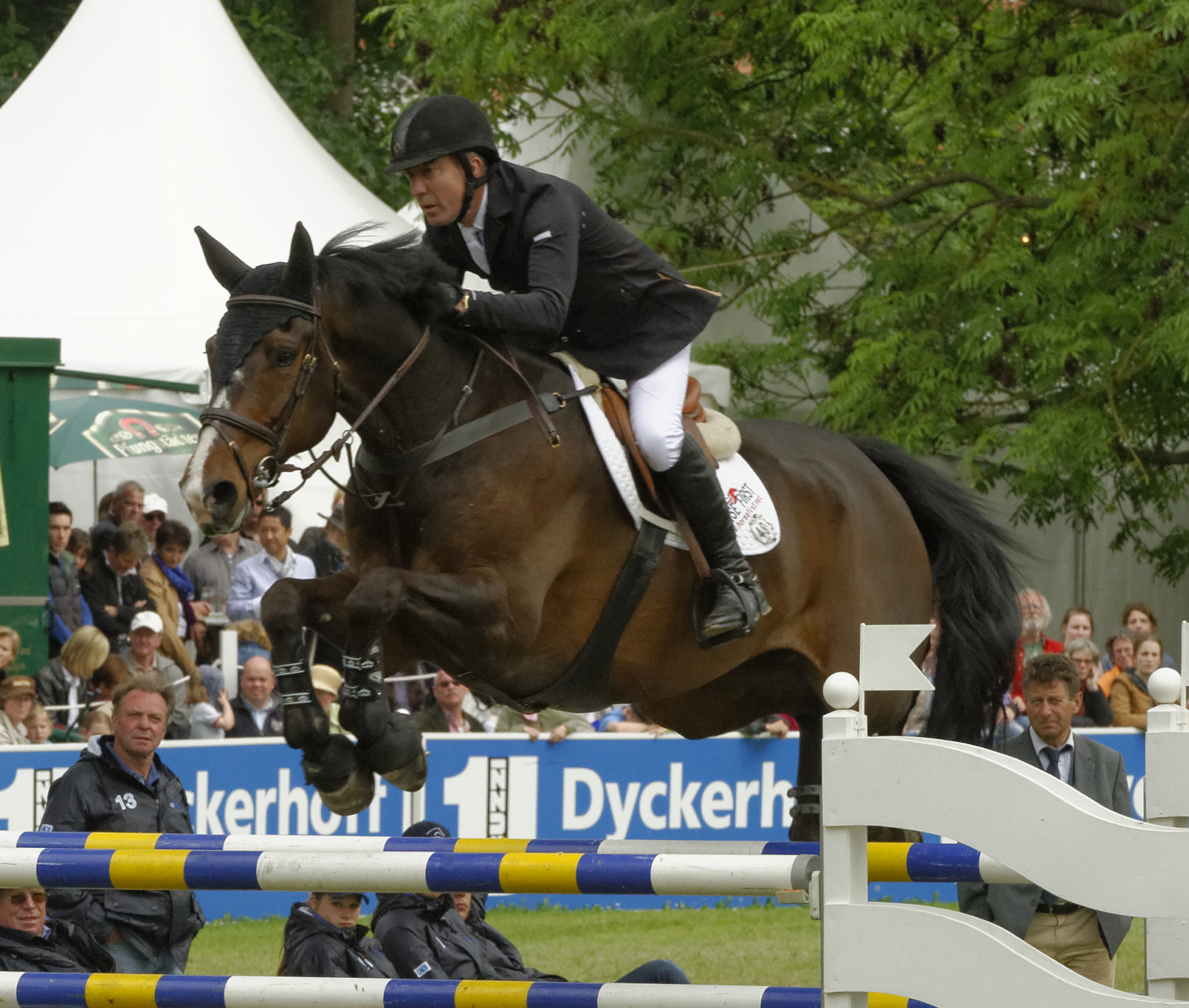
Michael Whitaker en Amai au Internationalen Pfingstturnier Wiesbaden 2013

Michael Whitaker, né le 17 mars 1960, est un cavalier de saut d'obstacles britannique.

## Biographie
Frère cadet de John, Michael Whitaker a débuté la compétition à poney dès l'âge de 7 ans. À 16 ans, il débute dans les concours internationaux et à 20 ans, en 1980, il devient le plus jeune gagnant du fameux Derby d'Hickstead. En septembre 1993, il prend la place de n°1 mondial à son frère John.

## Palmarès mondial
- 1984 : médaille d'argent par équipe aux Jeux olympiques de Los Angeles aux États-Unis avec Amanda.
- 1985 : médaille d'or par équipe aux championnats d'Europe de Dinard en France avec Warren Point.
- 1986 : médaille d'argent par équipe aux championnats du monde d'Aix-la-Chapelle en Allemagne avec Warren Point.
- 1987 : médaille d'or par équipe aux championnats d'Europe de Saint-Gall en Suisse avec Amanda.
- 1989 : médaille d'or par équipe et médaille d'argent en individuel aux championnats d'Europe de Rotterdam aux Pays-Bas  avec Mon Santa.
- 1990 : médaille de bronze par équipe aux Jeux équestres mondiaux de Stockholm en Suède avec Mon Santa.
- 1991 : médaille d'argent par équipe aux championnats d'Europe de La Baule en France  avec Mon Santa.
- 1993 : médaille d'argent par équipe et médaille de bronze en individuel aux championnats d'Europe de Gijón  en Espagne  avec Midnight Madness.
- 1994 : 3e de la finale de la coupe du monde à Bois-le-Duc aux Pays-Bas avec Midnigth Madness.
- 1995 : médailles d'argent par équipe et en individuel aux championnats d'Europe de Saint-Gall en Suisse avec Two Step.
- 1997 : médaille de bronze par équipe aux championnats d'Europe de Mannheim en Allemagne avec Ashley.
- 2001 : 3e de la finale de la coupe du monde à Göteborg en Suède avec Handel II.
- 2005 : 2e de la finale de la coupe du monde à Las Vegas aux États-Unis avec Portofino 63.
- 2007 : médaille de bronze par équipe aux championnats d'Europe de Mannheim en Allemagne avec Portofino 63
- 2012 : 1er du mythique Grand Prix d'Aix-la-Chapelle en Allemagne avec Amaï